# هاینتس لوشی
هاینتس لوشی (به آلمانی: Heinz Luschey) باستان‌شناس، ایران‌شناس و مورخ تاریخ هنر اهل آلمان بود. لوشی در زمینه‌های گسترده‌ای از باستان‌شناسی کلاسیک، ایران‌شناسی و تاریخ هنر پژوهش و تحقیق کرد که بیش‌تر بررسی‌های وی بر روی نقاشی‌ها، شیشه و سفال، نقش برجسته‌ها و پیکرنگاری‌ها بود. تجزیه و تحلیل یافته‌های بیستون نیز ازجملهٔ کارهای وی بود.